# Тайко Хирабаяши
Хирабаяши Тай (на японски: 平林タイHirabayashi Tai) е японска писателка на произведения в жанра драма, исторически роман, мемоари и публицистика. Пише под псевдонима Тайко Хирабаяши (на японски: 平林 たい子 Hirabayashi Taiko).

## Биография и творчество
Хирабаяши Тай е родена на 3 октомври 1905 г. в Сува, префектура Нагано, Япония, в бедно фермерско семейство. Решава да стане писател, след като 12-годишен чете руска литература. Завършва девическата гимназия в Сува през 1922 г., като по време на обучението си се интересува от социализма. После се мести в Токио, където започва работа като помощница и живее при анархиста Торазо Ямамото. Двамата отиват за един месец в Корея, а след разрушителното земетресение в Канто той е арестуван и изгонен от Токио. Те отиват при брат му в Манджурия. В Далян тя ражда дъщеря, която умира след 24 дни поради недохранване. След като Ямамото е арестуван и осъден, тя го напуска и се връща в Япония.
През 1927 г. се омъжва за социалния активист, литературен критик и писател Джинджи Кобори. Развеждат се през 1955 г. след като открива, че той има извънбрачно дете. Живота си в този период описва в автобиографичната книга „砂漠の花“ (Пустинно цвете).
След завръщането си започва да пише. Първата ѝ книга „嘲る, Azakeru“ (Самоирония) е публикувана през 1927 г. Книгата ѝ „В лечебната зала“, полуавтобиографичен разказ на преживяванията ѝ в Далян, е издадена през 1928 г. Тя стартира кариерата ѝ като писател на пролетарска литература. Става член на Японската федерация за пролетарско изкуство.
През 1937 г. той е арестувана за подривна дейност по Делото на Народния фронт, но е освободен в тежко състояние поради перитонит по време на задържането. Въз основа на преживяванията си пише книгата „Kau iu onna“, издадена през 1946 г., която печели първата женска литературна награда
След Втората световна война, въз основа на своите консервативни и антикомунистически нагласи, Хирабаяши започва да пише „тенко литература“ (литература, основана на собствената политическа идентичност).
Хирабаяши Тай умира от остра пневмония на 17 февруари 1972 г. в болницата на Университета „Кейо“, Токио.
Посмъртно през 1972 г. е удостоена с годишната награда на Японската академия за изкуства за цялостното си творчество. На нейно име е учредена литературна награда за отличено произведение, спонсорирана от издателство „Kodansha“, която е присъждана в периода 1973 – 1997 г.
В Сува е учреден мемориален музей на Хирабаяши Тайко, който представя нейната биография, лични вещи и ръкописи, а в градската библиотека се съхранява пълен комплект от изданията на произведенията ѝ.

## Произведения
частична библиография
- 嘲る, Azakeru (1927)
- 施療室にて, Seryoushitsu ni te (1928)
- Shussen ni te (1946)
- 一人行く, Hitori yuku (1946)
- 盲中国兵, Mou chugoku hei (1946)
- Kishi mojin (1946)
- かういふ女, Kau iu onna (1946) – награда за женска литература
- 私は生きる, Watashi ha ikiru (1947)
- 黒札, Kokusatsu (?)
- 地底の歌, Chitei no uta (1948)
- Jinsei jikken (1948)
- Hito no inochi (1950)
„Един човешки живот“ в „Японски разкази“, изд.: „Народна култура“, София (1973), прев. Любомир Иванов
- 殴られるあいつ Nagurareru aitsu (1956)
- 鬼子母神 Onigo bojin (?)
- 砂漠の花, Sabaku no hana (1955 – 1957) – автобиографичен
- その人と妻, Sono hito to tsuma (?)
- エルドラド明るし, Erudorado Akarushi (?)
- 不毛 Fumou (1962)
- Kuroi Nenrei (1963)
- 愛と幻 Haha to iu onna (1966)
- 秘密, Himitsu (1967)
- 林芙美子 Fumiko Khayashi (1969)
- 宮本百合子 Miyamoto yuriko (1972)

### Екранизации
- 1956 Chitei no uta
- 1963 Kantô mushuku
- 1964 Modae